# Польське Цибаєво
Польське Циба́єво (рос. Польское Цибаево, ерз. Цыбай веле) — село у складі Темниковського району Мордовії, Росія. Входить до складу Бабеєвського сільського поселення.
Населення — 75 осіб (2010; 144 у 2002).
Національний склад (станом на 2002 рік):
- мордва — 97 %

В радянські часи існувало два населених пункти — Вельмаєво та Польське Цибаєво.